# Gordon Rowley
Gordon Douglas Rowley, född 31 juli 1921 i London, Storbritannien, död 12 augusti 2019 i Reading, var en brittisk botaniker och specialist på kaktusväxter och suckulenter.
Auktorsnamnet G.D.Rowley kan användas för Gordon Rowley i samband med ett vetenskapligt namn inom botaniken; se Wikipediaartiklar som länkar till auktorsnamnet.